# Anschläge in Bottrop, Essen und Oberhausen 2019
Die Anschläge in Bottrop, Essen und Oberhausen 2019 bildeten eine Serie von 13, von verschiedenen Seiten unmittelbar nach der Tat als fremdenfeindlich motiviert betrachteten, laut Urteil des Essener Landgerichts jedoch durch einen akuten Schub einer paranoiden Schizophrenie ausgelösten  Angriffen auf Menschen mittels eines Pkw. Der Täter Andreas N. steuerte sein Fahrzeug in der Silvesternacht 2018/2019 in Bottrop, Essen und Oberhausen gezielt auf Fußgänger. Zehn Personen, darunter zwei Kinder, wurden verletzt, eine davon schwebte zeitweise in Lebensgefahr. Fünf der Verletzten stammen aus Syrien und zwei aus Afghanistan.
Laut ersten Zeitungsberichten behandelten die Behörden die Amokfahrt zunächst als terroristischen Anschlag; die Bundesanwaltschaft, die in einem solchen Fall zuständig wäre, übernahm jedoch nicht die Ermittlungen, da die Schuldfähigkeit des Täters noch nicht geklärt war. Am 22. Januar 2019 teilte die Staatsanwaltschaft mit, dass der Amokfahrer in eine psychiatrische Klinik eingeliefert worden ist. Im Dezember 2019 stufte das Landgericht Essen den Täter als vollständig schuldunfähig ein. Einen terroristischen oder ausländerfeindlichen Hintergrund sahen die Richter nicht, da abseits seiner Wahnvorstellungen kein Ausländerhass unterstellt werden könne.
Laut dem Innenminister von Nordrhein-Westfalen Herbert Reul handelte der Fahrer in Tötungsabsicht. Ein Sprecher des Bundesinnenministeriums wollte die Tat 2 Tage danach nicht als Terrorakt bezeichnen.

## Ermittlungen

### Tathergang
In der Silvesternacht 2018/2019 lenkte der Täter wenige Minuten nach Mitternacht seinen Pkw vom Typ Mercedes-Benz in der Osterfelder Straße in Bottrop gezielt auf einen Fußgänger, um ihn mit dem Fahrzeug zu treffen. Der Mann konnte sich retten. Unmittelbar danach fuhr der Tatverdächtige weiter in die Bottroper Innenstadt und lenkte sein Fahrzeug auf dem Berliner Platz in eine Menschengruppe, wobei mehrere Personen verletzt wurden.
Der Fahrer floh mit seinem Fahrzeug Richtung Essen. Dort versuchte er auf der Schlossstraße vergeblich in eine Menschengruppe zu fahren, die an der Bushaltestelle Stensbeckhof wartete. Bei seiner weiteren Flucht konnte er in der Straße Rabenhorst von der Polizei angehalten und festgenommen werden. Bei seiner Festnahme äußerte sich der Tatverdächtige in rassistischer und fremdenfeindlicher Weise.
Die Polizei geht von gezielten Anschlägen auf Ausländer bzw. auf Personen, die der Täter für Ausländer hielt, an mindestens vier Tatorten aus. Die Sicherheitsbehörden bewerten die Tat laut ersten Zeitungsberichten als terroristischen Angriff. Der Täter „sei vergleichbar mit radikalisierten Islamisten, die auf eigene Faust handeln“.
Es existiert ein Amateurvideo, das eine der Taten zeigen soll. Der Täter steuert dabei seinen Pkw zunächst vergleichsweise langsam in eine Menschenmenge, wodurch sich die meisten Menschen noch retten konnten, ehe das Fahrzeug beschleunigte. Wie Ende Januar 2019 bekannt wurde, gab es insgesamt 13 Versuche des Täters, mit seinem Fahrzeug Menschen zu verletzen und zu töten, die außer in Bottrop und Essen auch in Oberhausen stattfanden.

### Opfer
Insgesamt wurden bei den Taten zehn Personen verletzt, von denen sieben entweder die syrische oder afghanische Staatsangehörigkeit besitzen, darunter eine vierköpfige syrische Familie; die 16 bzw. 27 Jahre alten Töchter sowie der 48-jährige Vater wurden leicht verletzt, die 46-jährige Mutter wurde schwer verletzt, schwebte zeitweise in Lebensgefahr und musste notoperiert werden. Außerdem wurden zwei Kinder (4 und 10 Jahre) aus Afghanistan und Syrien sowie eine 29-jährige Frau aus Afghanistan angefahren und verletzt. Bei dem achten Opfer handelt es sich um einen 34-jährigen Essener mit türkischen Wurzeln. Über die beiden weiteren Opfer ist nichts bekannt. In Oberhausen fuhr der Täter in eine Gruppe aus vier Personen, von denen niemand verletzt wurde.

### Tatverdächtiger
Tatverdächtig ist der 50-jährige Deutsche Andreas N., ein arbeitsloser Gebäudereiniger aus Essen. N. leidet an paranoider Schizophrenie und war bereits drei Mal in stationärer Behandlung, zuletzt 2016. Wochen vor der Tat soll er laut Zeugen seine Medikamente abgesetzt haben und überall „Kinderficker“ oder „Terroristen“ gesehen haben. Am Morgen vor der Tat begann er, wirr zu schimpfen. Während der Vernehmung habe er durchgehend rassistisch geredet, aber auch einen wirren Eindruck gemacht. Er soll Ausländerhass als sein Motiv den Beamten gegenüber zudem bestätigt haben; seine Absicht sei gewesen, „Anschlägen durch syrische oder afghanische Flüchtlinge zuvor[zu]kommen“.
Gegen den Tatverdächtigen erging zunächst Haftbefehl „wegen mehrfachen versuchten Mordes“. Dieser wurde später in einen vorläufigen Unterbringungsbefehl umgewandelt.

## Reaktionen
NRW-Innenminister Herbert Reul (CDU) sagte, dass die Ermittlungen noch am Anfang stünden. Fest stehe bislang, dass es die „klare Absicht des Mannes gab, Ausländer zu töten“. „Persönliche Betroffenheit und Unmut“ hätten beim Tatverdächtigen zu Fremdenhass geführt, so Reul weiter. „Die Ermittlungsbehörden gehen derzeit von einem gezielten Anschlag aus“, teilten Staatsanwaltschaft und Polizei mit.
Bottrops Oberbürgermeister Bernd Tischler sagte ein Konzert ab, das die Feiern zum 100. Stadtgeburtstag Bottrops eröffnen sollte: „Heute ist uns nicht zum Feiern zumute.“ Die Bundesregierung verurteilte die Tat.
Der Soziologe Matthias Quent ordnete die Tat Anfang Januar 2019  als Vorurteils- oder Hassverbrechen und Rechtsterrorismus ein. Er warnt davor, den Begriff „Amok“ in diesem Kontext zu verwenden, da dieser „Anschläge ihrer politischen und gesellschaftlichen Bedeutung“ entleere. Der Politikwissenschaftler Florian Hartleb sah Anfang Januar 2019 einen typischen Fall des Einsamen-Wolf-Terrorismus: „Ein Tätertypus, der aus gleichermaßen persönlichen und politischen Motiven alleine zuschlägt. Nach dem Motto: Ich habe persönlich nichts mehr zu verlieren. Und: Ich muss politisch ein Zeichen setzen und will in die Annalen eingehen.“ Er stufte diese Tat auch als Rechtsterrorismus ein.  Demgegenüber verwies die Kriminologin Britta Bannenberg Anfang Januar 2019 darauf, dass die Frage, ob die Tat einen rassistischen Hintergrund habe, „in einem Strafverfahren geklärt werden müsste“. Gutachter müssten prüfen, ob der Täter erkannt habe, was er tue, oder ob er so von einem Wahn beeinflusst gewesen sei, dass er die Realität nicht habe erkennen können. Wenn der Täter tatsächlich schizophren sei, sei es sehr wahrscheinlich, dass sein Wahn ihn zur Tat getrieben habe, so Bannenberg. Unter den erwachsenen Amoktätern leide mehr als ein Drittel an einer Schizophrenie. Auch der Politikwissenschaftler Peter R. Neumann warnte Anfang 2019 vor einem vorschnellen Urteil. Dass der Täter ein Fremdenfeind war, scheine klar. Doch ob er mit seiner Tat einen terroristischen Zweck verfolgt habe und ob seine psychischen Vorbelastungen so schwer gewesen seien, dass er die Konsequenzen seines eigenen Handels nicht mehr verstanden habe, bedürfe einer genaueren Analyse.

## Gerichtsurteil
Das Landgericht Essen wertete die Taten in seinem Urteil vom 11. Dezember 2019 unter anderem als versuchten Mord. Aufgrund vollständiger Schuldunfähigkeit des Täters wurde eine Unterbringung in der geschlossenen Psychiatrie angeordnet. Einen terroristischen oder ausländerfeindlichen Hintergrund sah das Essener Landgericht nicht. „Es ist vielmehr die Tat eines schwer erkrankten Menschen.“ Der Angeklagte leide seit Jahren unter paranoider Schizophrenie. Schon Stunden vor der Tat sei er von Wahnvorstellungen verfolgt worden. Abseits seiner Wahnvorstellungen könne jedoch kein Ausländerhass unterstellt werden. Ausgelöst durch einen akuten Schub seiner paranoiden Schizophrenie habe der Täter geglaubt, einen Anschlag verhindern zu müssen.